# Copa América 2017 (regata)
La Copa América 2017 fue la edición número 35 de la Copa América de Vela. Se disputó en Hamilton (Bermudas).
Entre el 26 de mayo y el 12 de junio se disputaron las Challenger Selection Series para decidir quién sería el retador (challenger) que se enfrentará al defensor (defender), el Oracle Team USA del Club de Yates Golden Gate, en el America’s Cup Match final a dos barcos entre el 17 y el 28 de junio.
A diferencia de ediciones anteriores, en la primera ronda (round robin) de las regatas clasificatorias , denominada Challenger Qualifiers, también compitió el equipo defensor, pero se retiró en las semifinales (Challenger Playoffs), dejando a los 4 mejores equipos retadores competir entre sí. El ganador de los Challenger Playoffs se llevó la Copa Louis Vuitton y se clasificó para el America’s Cup Match.
Al comienzo de las regatas clasificatorias se llegó ya con una ventaja de dos puntos a favor del equipo británico del Land Rover Ben Ainslie Racing y de un punto a favor del defensor, el Oracle Team USA, debido a que así se acordó para esta edición como premio a haber sido el primer y segundo clasificado en las America's Cup World Series, unas regatas de entrenamiento realizadas en los años 2015 y 2016 con barcos de la clase AC45.
La Copa de esta edición se disputó entre multicascos de 15 metros de eslora de la clase AC50.

## Participantes

### Defensor
No hubo Defender Selection Series, ya que el equipo Oracle Team USA fue el elegido por el club defensor, el Club de Yates Golden Gate (GGYC), para competir.
| Equipo          | Club                      | Pabellón       |
| --------------- | ------------------------- | -------------- |
| Oracle Team USA | Club de Yates Golden Gate | Estados Unidos |

### Retadores
El 1 de octubre de 2013, solamente unos momentos después de terminar la última regata de la 34.ª edición, el Club de Yates de Isla Hamilton, de Australia, desafió al defensor, el Club de Yates Golden Gate, convirtiéndose en el "Challenger of Record" de la 35.ª edición.
El 11 de diciembre de 2013, el equipo Groupama Team France, del Club de Yates de Francia, anunció que presentaría un equipo liderado por Franck Cammas, Michel Desjoyeaux y Olivier de Kersauson.
El 10 de junio de 2014 el Real Escuadrón de Yates británico anunció que presentaría un equipo, el Land Rover Ben Ainslie Racing liderado por Ben Ainslie.
El 12 de junio de 2014 el equipo Luna Rossa, del Círculo de Vela Sicilia, anunció que volvería a presentar un desafío en la Copa de 2017.
El 18 de julio de 2014 el Club de Yates de Isla Hamilton anunció su retirada de la competición por desavenencias en la preparación del protocolo que le correspondía firmar con el Club de Yates Golden Gate como "Challenger of Record". Decisiones como la sede del evento o los costes de los barcos han resultado imposibles de consensuar por ambas partes.
El 8 de agosto de 2014 el Real Escuadrón de Yates de Nueva Zelanda presenta su aviso de desafío ("Notice of Challenge") y confirma que su equipo será el Team New Zealand. Se acepta el 21 de agosto.
El 19 de agosto de 2014 el equipo del Real Club Náutico Sueco, Artemis Racing, anunció que volvería a participar en la competición, tras haberlo hecho ya en la edición anterior, en 2013.
El 2 de abril de 2015 el equipo Luna Rossa, del Círculo de Vela Sicilia, anunció su retirada de la competición por estar en desacuerdo con la decisión de la organización de cambiar las reglas sobre el tipo de yates que se utilizarían en esta edición. Considera ilegítimo el proceso y cree que le resta credibilidad a la competición.
El 30 de abril de 2015, el Club de Yates de Kansai anunció su intención de presentar un desafío patrocinado por el SoftBank de Masayoshi Son. Su yate se llama “Hikari”.
| Equipo                        | Club                                     | Pabellón      | Estatus                         |
| ----------------------------- | ---------------------------------------- | ------------- | ------------------------------- |
| Team Australia                | Club de Yates de Isla Hamilton           | Australia     | Renuncia el 18 de julio de 2014 |
| Luna Rossa Challenge          | Círculo de Vela Sicilia                  | Italia        | Renuncia el 2 de abril de 2015  |
| Groupama Team France          | Club de Yates de Francia                 | Francia       |                                 |
| Land Rover Ben Ainslie Racing | Real Escuadrón de Yates                  | Reino Unido   |                                 |
| Emirates Team New Zealand     | Real Escuadrón de Yates de Nueva Zelanda | Nueva Zelanda |                                 |
| Artemis Racing                | Real Club Náutico Sueco                  | Suecia        |                                 |
| SoftBank Team Japan           | Club de Yates de Kansai                  | Japón         |                                 |

## Challenger Qualifiers
Los 5 equipos que presentaron desafíos y el equipo defensor se enfrentaron en dos series de round robins en donde se otorgó un punto al yate vencedor de cada regata. Al finalizar los enfrentamientos, que supusieron 10 regatas a cada equipo, el yate con menor número de puntos, el "Groupama Team France", fue eliminado, y el yate defensor, el "17", se retiró, dando paso a la celebración de los Challenger Playoffs entre los 4 mejores retadores.
Al comienzo de estas regatas clasificatorias se llegó ya con una ventaja de dos puntos a favor del equipo británico del Land Rover Ben Ainslie Racing y de un punto a favor del defensor, el Oracle Team USA, debido a que así se acordó para esta edición como premio a haber sido el primer y segundo clasificado en las America's Cup World Series (ACWS).
| Equipo                    | Regatas ganadas | Puntos por las ACWS | Puntos 1ª Ronda | Puntos 2ª Ronda | Total puntos |
| ------------------------- | --------------- | ------------------- | --------------- | --------------- | ------------ |
| Oracle Team USA           | 8               | 1                   | 4               | 4               | 9            |
| Emirates Team New Zealand | 8               | 0                   | 4               | 4               | 8            |
| Land Rover BAR            | 4               | 2                   | 1               | 3               | 6            |
| Artemis Racing            | 5               | 0                   | 2               | 3               | 5            |
| SoftBank Team Japan       | 3               | 0                   | 2               | 1               | 3            |
| Groupama Team France      | 2               | 0                   | 2               | 0               | 2            |

## Challenger Playoffs
El yate que se enfrentó al defensor en el America’s Cup Match se decidió en unas semifinales al mejor de 9 regatas y una final, también al mejor de 9 regatas, entre los barcos de los 4 equipos clasificados en las Challenger Qualifiers. Se disputaron del 4 al 12 de junio y el equipo ganador, al que se entregaron las Copas Louis Vuitton y Herbert Pell, fue el Emirates Team New Zealand del Real Escuadrón de Yates de Nueva Zelanda.   
|  | Semifinal | Semifinal                     | Semifinal |                |                           | Final | Final | Final |  |
|  |           |                               |           |                |                           |       |       |       |  |
|  |           |                               |           |                |                           |       |       |       |  |
|  |           | Emirates Team New Zealand     | 5         |                |                           |       |       |       |  |
|  |           | Emirates Team New Zealand     | 5         |                |                           |       |       |       |  |
|  |           | Land Rover Ben Ainslie Racing | 2         |                |                           |       |       |       |  |
|  |           | Land Rover Ben Ainslie Racing | 2         |                | Emirates Team New Zealand | 5     |       |       |  |
|  |           |                               |           |                | Emirates Team New Zealand | 5     |       |       |  |
|  |           |                               |           | Artemis Racing | 2                         |       |       |       |  |
|  |           | Artemis Racing                | 5         | Artemis Racing | 2                         |       |       |       |  |
|  |           | Artemis Racing                | 5         |                |                           |       |       |       |  |
|  |           | SoftBank Team Japan           | 3         |                |                           |       |       |       |  |
|  |           | SoftBank Team Japan           | 3         |                |                           |       |       |       |  |
|  |           |                               |           |                |                           |       |       |       |  |

## America’s Cup Match
Entre el 17 y el 26 de junio se enfrentaron los yates del defensor, el Club de Yates Golden Gate, representado por su equipo, Oracle Team USA, y del desafío vencedor de entre todos los presentados del resto del mundo y ganador de las Challenger Selection Series, en este caso, el Real Escuadrón de Yates de Nueva Zelanda, representado por su equipo Emirates Team New Zealand. Los dos yates son los catamaranes "17" y "Aotearoa", de la clase AC50. El enfrentamiento era al mejor de 13, es decir, que el vencedor es el que primero alcanza 7 puntos.
Una nota importante es que el defensor parte ya con un punto de ventaja por haber ganado las Challenger Qualifiers, por lo que el marcador no parte de 0, sino que el equipo neozelandés inicia la serie con un marcador de -1. 
En la quinta jornada de las siete programadas, el barco del Real Escuadrón de Yates de Nueva Zelanda venció la primera regata del día y alcanzó los siete puntos, dando por finalizado el enfrentamiento y ganando la Copa América. 
| Fecha               | Vencedor                  | Perdedor                  | Delta      | Marcador |
| ------------------- | ------------------------- | ------------------------- | ---------- | -------- |
| Inicio^             | Oracle Team USA           | Emirates Team New Zealand |            | 0-(-1)   |
| 17 de junio de 2017 | Emirates Team New Zealand | Oracle Team USA           | 00'30.202" | 0-0      |
| 17 de junio de 2017 | Emirates Team New Zealand | Oracle Team USA           | 01'27.546" | 1-0      |
| 18 de junio de 2017 | Emirates Team New Zealand | Oracle Team USA           | 00'48.785" | 2-0      |
| 18 de junio de 2017 | Emirates Team New Zealand | Oracle Team USA           | 01'11.671" | 3-0      |
| 24 de junio de 2017 | Emirates Team New Zealand | Oracle Team USA           | 02'04.113" | 4-0      |
| 24 de junio de 2017 | Oracle Team USA           | Emirates Team New Zealand | 00'11.302" | 1-4      |
| 25 de junio de 2017 | Emirates Team New Zealand | Oracle Team USA           | 0'12.0"    | 5-1      |
| 25 de junio de 2017 | Emirates Team New Zealand | Oracle Team USA           | 0'30.0"    | 6-1      |
| 26 de junio de 2017 | Emirates Team New Zealand | Oracle Team USA           | 00'54.414" | 7-1      |

^El Oracle Team USA partió con una ventaja de un punto debido a su victoria en las Challenger Qualifiers.